# Шаркия
Шаркия (на арабски: محافظة الشرقيّة) е мухафаза в северната част на Египет. Административен център е град Загазиг.